# It’s Alright, It’s OK
«It’s Alright, It’s OK» (с англ. — «Всё в порядке, всё хорошо») — песня Эшли Тисдейл с её второго студийного альбома Guilty Pleasure. Песня была выпущена вторым главным синглом в США и Канаде 14 апреля 2009 года, на следующей неделе — в других странах.

## Предпосылка и релиз
Песня была выпущена главным синглом с альбома 14 апреля 2009 в США в радиоэфир и в цифровом формате. Тисдейл впервые выпустила сингл на On Air with Ryan Seacrest. Она описала песню, как послание, которое она хотела донести другим девушкам. Песня крутилась на KIIS-FM в Лос-Анджелесе, Калифорния и WIHT в Вашингтоне Официальные ремиксы были сделаны Дейвом Оде, Джонни Вишисом и Джейсоном Невисом. Песня – это жаркий гимн об «одиночестве». Песня была включена в сборники The Dome Summer 2009 и Bravo Hits Vol.66. В 2009 она исполнила песню на различных шоу Extreme Makeover: Home Edition, Wetten, dass..? и America's Got Talent. В 2009 она также исполнила песню на 2009 KISS Concert, Viva Comet Awards 2009 и Los Premios MTV Latinoamérica 2009.
Cansis записал танцевальную кавер-версию песни в 2009.

## Клип
Клип был снят 21 марта 2009 года в особняке на Беверли Хиллз режиссёром Скоттом Спиром, в клипе снялся актер Адам Грегори в роли бывшего парня Тисдейл, который обманул её. В видео парень, который предположительно обманул Тисдейл, уходит из дома, а она находит ключ, и поэтому забирается в дом. Там она фотографируется с Эдилсоном Насименто и другими бразильскими моделями, Скотом Спиром, а потом устраивает там вечеринку. Затем она с группой выступает на площадке рядом с бассейном. В конце видео парень, обманувший её, приходит домой со своей второй девушкой (Бриттани Сноу), и там находят камеру с запиской (Все в порядке, Все хорошо), которую написала Эшли. И его нынешняя девушка уходит от него. Клип вышел в свет на MySpace и Entertainment Tonight. Клип был показан в 6,600 кинотеатрах в США с 24 апреля по 28 мая.

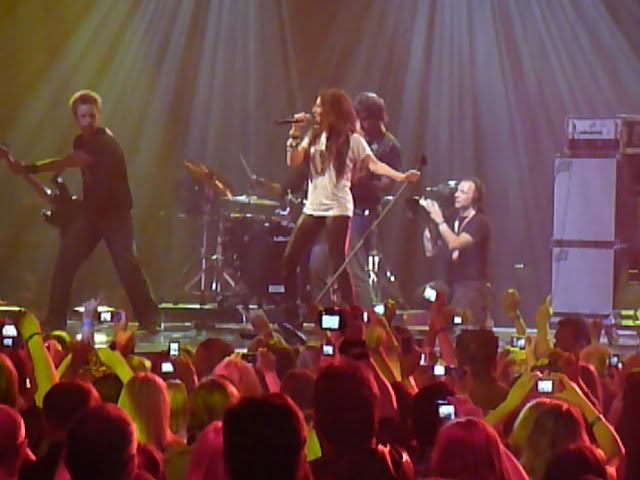
Тисдейл исполняет песню на Comet Awards в Германии.

## Появление в чарте
В мае 2009 песня дебютировала в Canadian Hot 100 85 строкой, а потом снова вошла в чарт 74 строкой, и позже ещё раз вошла в чарт 81 строкой и оставалась там 5 недель подряд. Песня вошла в Eurochart Hot 100 Singles 43 номером, а потом поднялась до 38 строки на третьей неделе пребывания. В Германии песня дебютировала 13 строкой, а позже поднялась до 12 строки, а в Австрии песня достигла пика на 9 строке, а потом поднялась до 5 строки на третьей неделе, став для песни самой наивысшей позицией. Песня оставалась в австрийском и германском чартах 16 и 11 недель подряд. Песня вошла в Czech Singles Chart на 76 строке и достигла пика на 37 строке, и оставалась в чарте 31 неделю подряд, сделав песню самой долгоиграющей.

## Оценка критиков
'It's Alright, It's OK', главная песня со второго альбома, определенно шаг в правильном направлении. Она показывает, что  Тисдейл походит на зажигательную маленькую сестру Келли Кларксон, восклицая сообщение «Мне намного лучше без тебя» через подходящую для радио поп-рок подпорку. Здесь нет абсолютно ничего оригинального, но большой хоровой припев попал в точку, как кусочек пиццы после большой тусовки. ().— Ник Левин из Digital Spy

Её сообщение о потерянной любви возьмет несомненно аккорд со многими молодыми фанатами, которые пережили разрывы в своей жизни. Незамысловатые слова песни раскрывают честное, но все равно ясное сообщение о расставании с тем, кто обманул тебя….Типичность – это термин, который приходит на ум, когда слушаешь этот трек… Голос Тисдейл довольно-таки незаурядный… Умеренно цепляющие хуки сильно звучат, как у сингла Келли Кларксон "My Life Would Suck Without You", но из-за того, что вокальные данные Тисдейл далеко не так сильны, как у Кларксон, этому синглу не хватает всеобъемлющей энергии.().— Стефани Бруццезе из Commonsense Media

## Список композиций
| Макси CD 1. "It's Alright, It's OK" (Альбомная версия)—2:59 2. "Guilty Pleasure" (Неальбомный трек)—3:16 3. "It's Alright, It's OK" (Dave Audé Club Mix)—6:58 4. "It's Alright, It's OK" (Johnny Vicious Club Mix)—7:58 5. "It's Alright, It's OK" (Полный клип)—3:15 2-трековый сингл 1. "It's Alright, It's OK" (Альбомная версия)—2:59 2. "Guilty Pleasure" ( Неальбомный трек)—3:16 | Ремиксы EP 1. "It's Alright, It's OK" (Dave Audé Radio)—3:57 2. "It's Alright, It's OK" (Johnny Vicious Radio)—3:19 3. "It's Alright, It's OK" (Von Doom Radio)—4:15 Wal-Mart CD-сингл 1. "It's Alright, It's OK" (Альбомная версия)—2:59 2. "It's Alright, It's OK" (Полный клип)—3:15 |

## Чарты
| Чарт (2009)                        | Наивысшая позиция |
| ---------------------------------- | ----------------- |
| Austrian Singles Chart             | 5                 |
| Canadian Hot 100                   | 74                |
| Czech Airplay Chart                | 37                |
| Eurochart Hot 100 Singles          | 38                |
| Finnish Singles Chart              | 20                |
| German Singles Chart               | 12                |
| Slovak Airplay Chart               | 79                |
| Swedish Singles Chart              | 38                |
| Swiss Singles Chart                | 30                |
| UK Singles Chart                   | 104               |
| Американский Billboard Hot 100     | 99                |
| U.S. Billboard Hot Dance Club Play | 19                |
| Американский Billboard Pop 100     | 71                |

| Чарты (2009)           | Позиция |
| ---------------------- | ------- |
| Austrian Singles Chart | 70      |

## Авторы и технический состав
| Авторы песни - Вокал – Эшли Тисдейл - Продюсер – Twin и Alke - Вокальный продюсер – Келли Левеске - Писатель (и) – Никлас Молиндер, Йоаким Перссен, Джоан Алкенас, Дэвид Джэсси - Бэк-вокал – Сайбел Редзеп - Заисывающий инженер – Брайан Саммер - Ассистент звукооператора – Мэтти Грин - Гитарист (ы) – Йоаким Перссен, Джоан Алкенас - Басы – Никлас Боссон | Авторы CD-сингла - Исполнительные продюсеры – Лори Фельдман, Том Уолли - Отдел по подбору новых исполнителей – Томми Пейдж - Арт-директор – Джулиан Пеплоу - Фотограф – Роберто Д’эсте |

## Подробности релиза
| Регион         | Дата           | Лейбл                | Формат                      |
| -------------- | -------------- | -------------------- | --------------------------- |
| Канада         | 13 апреля 2009 | Warner Bros. Records | Цифровая загрузка, CD-сингл |
| США            | April 14, 2009 | Warner Bros. Records | Цифровая загрузка, CD-сингл |
| Испания        | April 14, 2009 | Warner Bros. Records | Цифровая загрузка, CD-сингл |
| Чили           | April 14, 2009 | Warner Bros. Records | Цифровая загрузка           |
| Венгрия        | 15 апреля 2009 | Warner Bros. Records | Цифровая загрузка, CD-сингл |
| Франция        | 16 апреля 2009 | Warner Bros. Records | Цифровая загрузка, CD-сингл |
| Германия       | 16 мая 2009    | Warner Bros. Records | Цифровая загрузка, CD-сингл |
| Великобритания | 14 апреля 2009 | Warner Bros. Records | Цифровая загрузка, CD-сингл |